# Niels Grunnet
Niels Pedersen Grunnet, född 19 februari 1827 i Eltang, Östjylland, död 13 januari 1897 i Köpenhamn, var en dansk frikyrkopastor.
Då Niels  var  13  år,  flyttade familjen  till Hedensted där man anslöt sig till den luthersk-pietistiska väckelserörelsen De stærke Jyder.
Efter att ha konfirmerats blev Grunnet själv lärare vid rörelsens friskolor, först i Hedensted och senare i Bølling.
I samband med det Slesvig-holsteinska kriget inkallades Grunnet som soldat och befordrades snart till kapten. I Christiansfeld kom han i kontakt med Brödraförsamlingen vars präst Philipp Jacob Røntgen satte honom i förbindelse med Basel Missionsskola, där Grunnet kom att studera efter kriget. Efter avslutad utbildning fick Grunnet en ettårig provanställning vid Det Danske Missionsselskab (DMS) vars styrelse sedan inte kunde enas om huruvida man skulle anställa honom som  missionär. Samtidigt hade Grunnet påverkats av Søren  Kierkegaards kyrkokritik och fjärde november 1855 lämnade han och ett tjugotal anhängare den Danska kyrkan och bildade en friförsamling i Köpenhamn, som raskt följdes av ytterligare nio församlingsbildningar, den sista på Bornholm under ledning av Peter Christian Trandberg. Tillsammans formade dessa församlingar Den evangelisk-lutherske frikirke i Danmark som i stort sett höll fast vid Statskyrkans bekännelseskrifter och kult men särskild vikt lades vid kyrkotukten och Grunnet ansåg att kyrkan borde skiljas från staten.